# Kostolné Kračany
Kostolné Kračany és un poble i municipi d'Eslovàquia que es troba a la regió de Trnava, a l'oest del país.

## Història
La primera menció escrita de la vila es remunta al 1215.

## Demografia
| Godina             | 1994 | 2004    | 2014   | 2024    |
| ------------------ | ---- | ------- | ------ | ------- |
| Nombre de persones | 1071 | 1222    | 1305   | 1494    |
| Diferència         |      | +14,09% | +6,79% | +14,48% |

| Godina             | 2023 | 2024   |
| ------------------ | ---- | ------ |
| Nombre de persones | 1464 | 1494   |
| Diferència         |      | +2,04% |